# Lista de condados da Carolina do Sul

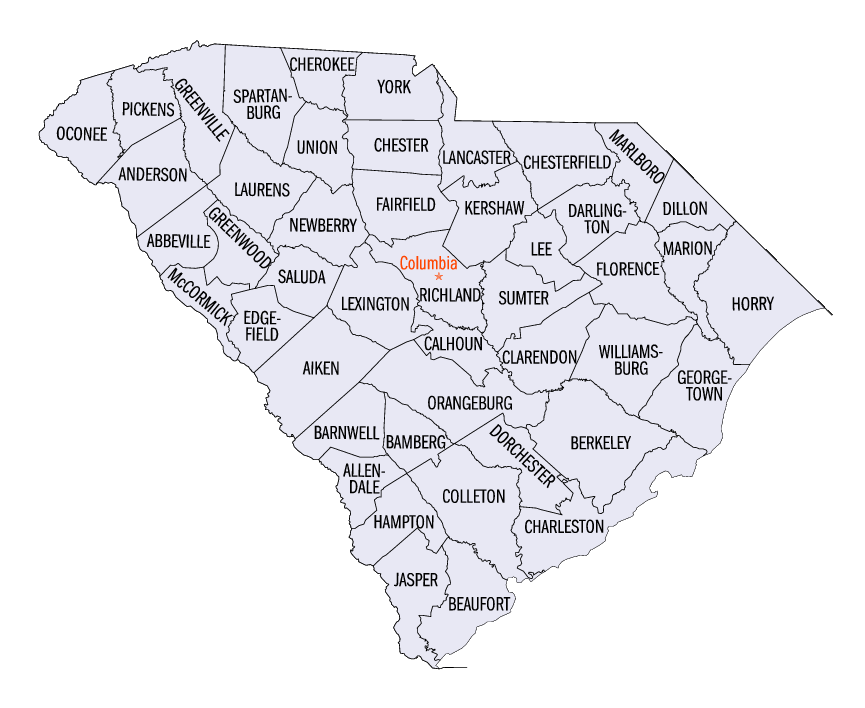
Mapa dos condados da Carolina do Sul

Esta é uma lista dos 46 condados do estado da Carolina do Sul, nos Estados Unidos.

## A
- Abbeville
- Aiken
- Allendale
- Anderson

## B
- Bamberg
- Barnwell
- Beaufort
- Berkeley

## C
- Calhoun
- Charleston
- Cherokee
- Chester
- Chesterfield
- Clarendon
- Colleton

## D
- Darlington
- Dillon
- Dorchester

## E
- Edgefield

## F
- Fairfield
- Florence

## G
- Georgetown
- Greenville
- Greenwood

## H
- Hampton
- Horry

## J
- Jasper

## K
- Kershaw

## L
- Lancaster
- Laurens
- Lee
- Lexington

## M
- Marion
- Marlboro
- McCormick

## N
- Newberry

## O
- Oconee
- Orangeburg

## P
- Pickens

## R
- Richland

## S
- Saluda
- Spartanburg
- Sumter

## U
- Union

## W
- Williamsburg

## Y
- York